# Serenity (comics)

Logo des comics Serenity.

Plusieurs comics ont été publiés sous le titre Serenity, et se déroulent dans l'univers de la franchise Firefly créée par Joss Whedon. Ils sont considérés comme faisant partie du canon. En 2014, 8 histoires ont été publiées, sous forme de one shots ou de mini-séries.
La première mini-série, de trois épisodes, Serenity: Those Left Behind, écrite par Joss Whedon et Brett Matthews, et illustrée par Will Conrad, fait le pont entre la série télévisée Firefly et le film Serenity. Those Left Behind a été un succès, le premier épisode a été le comic le plus vendu par Dark Horse Comics avant la sortie de Buffy saison 8 en 2007, et l'édition trade paperback (en) reste l'un des produits les plus vendus de cet éditeur. La deuxième série de trois épisodes, Serenity: Better Days, parue en 2008, se passe chronologiquement avant la précédente, et raconte l'histoire d'un braquage se terminant en faveur des protagonistes. En plus de la minis-série, un one-shot intitulé Serenity: The Other Half est publié dans le numéro d'août 2008 de Dark Horse Presents.
Les publications suivantes se concentrent sur l'histoire personnelles des personnages. La première à être annoncée a été Serenity: The Shepherd's Tale en 2007, consacrée à l'histoire de Derrial Book. L'histoire devait à l'origine être publiée en 2008 sous la forme d'une mini-série en trois épisodes, mais a finalement été publiée en novembre 2010 sous la forme d'un roman graphique. En même temps que l'annonce de la publication définitive de The Shepherd's Tale en mars 2010, un one-shot au sujet de Wash est annoncé. Sorti en juin 2010, il est intitulé Serenity: Float Out. En novembre 2010, une histoire courte de type « tranche de vie » est publiée sur le site web USA Today sous le titre Downtime dans le cadre du programme Dark Horse: High Definition. Pour le Free Comic Book Day en 2012, une histoire intitulée Serenity: Firefly Class 03-K64 - It's Never Easy a été couplée avec un comic Star Wars dans un livre à double couverture. Ce changement de marque (de Serenity à Serenity: Firefly Class 03-K64), répercuté sur les rééditions des précédents comics, est le reflet d'un changement de propriétaire de la licence accordée à Dark Horse Comics : la première marque est déposée par Universal Pictures (distributeur du film), la nouvelle appartient à 20th Century Fox[réf. nécessaire]. La publication d'une troisième mini-série en six épisodes, intitulée Serenity: Firefly Class 03-K64 - Leaves on the Wind a débuté en janvier 2014.
La réception des comics a été mitigée : bien que largement acceptés par les fans de la série télévisée annulée et du film, plusieurs critiques ont commenté que ces comics étaient inaccessibles à ceux ne connaissant pas déjà l'univers, étaient un médiocre substitut aux œuvres filmées et essayaient d'intégrer trop d'informations au détriment de la narration,,. Better Days a été nommé pour le prix Hugo du meilleur roman graphique en 2009 et a terminé second de sa catégorie.

## Création
Whedon a invité Brett Matthews à co-écrire une histoire pour faire le lien entre la série Firefly et le film Serenity. Matthews avait déjà travaillé comme assistant de Whedon sur plusieurs épisodes de Buffy contre les vampires, Angel et Firefly, et avait écrit le script de l'épisode Mission secours. Selon Matthews, Those Left Behind devait à l'origine être un anime, mais par suite de difficultés, l'histoire a été publiée sous forme de comics.
Scott Allie, éditeur senior de Dark Horse Comics, a soutenu les comics Serenity depuis le début.

## Histoires publiées
Selon Matthews, toutes les histoires publiées suivent la même continuité que la série télévisée et le film.

### Those Left Behind
Serenity: Those Left Behind est une mini-série en trois épisodes, créée en 2005 en tant que produit dérivé du film Serenity. Elle a été co-écrite par Joss Whedon et Brett Matthews avec Will Conrad au dessin, Laura Martin à la colorisation et Michael Heisler au lettrage.
L'histoire se déroule entre celles de la série et du film, dans le but de relier les deux. Elle introduit le début du film en montrant le départ d'Inara du vaisseau et l'intention de Book de la quitter aussi, introduit plusieurs personnages importants à l'histoire de Serenity, dont l'Opérateur et Fanty et Mingo, et termine l'arc narratif des Mains bleues. Le personnage de Lawrence Dobson, un agent de l'Alliance que Mal pensait avoir tué dans l'épisode pilote de la série, fait son retour. Whedon avait dès le début prévu de faire revenir Dobson mais n'en a pas eu l'occasion avant l'annulation de la série.
Deux éditions en un volume ont été publiées, chacune avec une nouvelle couverture. La première, publiée en janvier 2006, montre Mal et Inara sur la couverture, avec le Serenity décollant en arrière-plan. La seconde, une version cartonnée publiée en octobre 2007 montre Mal, Zoe et Jayne sur la couverture. Les neuf couvertures originales apparaissent dans ces deux éditions comme séparation des chapitres. Le premier épisode a été réimprimé en 2010 pour la promotion de Dark Horse #1 for $1 (« no 1 pour 1 $ ».)

### Better Days
Pour les articles homonymes, voir Better Days.
La seconde mini-série de trois épisodes, Better Days, a été annoncée par Dirk Wood de Dark Horse Comics durant la WonderCon de 2006 et publiée en mars, avril et mai 2008. Whedon, Matthews, Conrad et Heisler reprennent leur poste, la coloriste étant cette fois Michelle Madsen. Contrairement à la première mini-série, Adam Hughes a illustré les trois couvertures, chacune d'entre elles montrant trois des neuf personnages et s'assemblant ensemble à la manière d'un triptyque. La couverture de la version en un volume a été dessinée par Jo Chen.
Cette nouvelle mini-série se place également entre la série télévisée et le film, mais avant la première mini-série, de manière que tous les personnages soient présents sur le vaisseau et pour mieux capturer « le cœur et le statu quo - pour autant qu'il y en ait jamais eu un - de la série télévisée » Le comic montre l'équipage du Serenity réussissant un boulot, ce qui amène à une richesse inattendue et aux complications qui vont avec,.
Ces trois épisodes ont été publiés en un volume en octobre 2008, et ce dernier a gagné le Diamond Gem Award 2008 pour Licensed Trade Paperback of the Year.
Une autre édition en un volume est publiée le 31 août 2011. Intitulée Better Days and Other Stories, cette édition inclut les one-shots Float Out, The Other Half and Downtime en plus des trois épisodes de la mini-série.
En 2009, Better Days était l'un des six nommés pour le prix Hugo du meilleur roman graphique. La mini-série a fini seconde derrière Girl Genius, Volume 8: Agatha Heterodyne and the Chapel of Bones.

### The Other Half
Le numéro d'août 2008 de MySpace Dark Horse Presents incluait une courte histoire de huit pages intitulée Serenity: The Other half Alors que Conrad restait au dessin et Heisler restait lettreur, l'auteur est Jim Krueger et le coloriste Julius Ohta. Joss Whedon est crédité comme producteur exécutif. L'histoire est ensuite réimprimée en août 2011 dans le recueil Better Days and Other Stories.
L'histoire tourne autour de l'équipage du Serenity embarqué dans une « hover-diligence », la protégeant de Ravageurs alors qu'ils essaient d'acheminer un passager sévèrement blessé à destination, pour toucher la seconde partie du tarif de la course. Tout en aidant Simon à garder le passager en vie, River se rend compte que c'est en fait un agent de l'Alliance qui fait la chasse aux contrebandiers et les amène à des soldats de l'Alliance pour qu'ils les tuent. L'homme, de son côté, se rend compte que River pourrait être la psychique évadée recherchée par l'Alliance, et essaie sans succès de lui tirer dessus quand Simon est rendu inconscient. En retour, River tire sur l'agent avec sa propre arme qu'elle jette ensuite. Alors que le reste de l'équipage pense que l'homme a été tué par une balle perdue tirée par un Ravageur, Mal prend River à part, lui dit qu'il avait un mauvais pressentiment au sujet du passager et lui souhaite la bienvenue dans l'équipage.

### Float Out
Float Out est un one shot se concentrant sur le pilote Wash annoncé le 9 mars 2010, et publié le 2 juin 2010. Alors qu'il faisait une apparition dans la série Dollhouse de Whedon, Patton Oswalt a demandé la permission d'écrire un comic Serenity. L'un de ses scripts est accepté par Whedon et Oswalt commence à travailler sur l'écriture. Vers la même époque, l'illustrateur Patric Reynolds finissait de travailler sur un one shot consacré à Abe Sapien et a été encouragé à postuler pour ce comic, et sa candidature a été acceptée par Oswalt et Whedon. L'enthousiasme d'Oswalt et l'absence de publications depuis Better Days a mené à la décision d'utiliser ce comic pour combler un trou dans l'agenda de publication de Buffy saison 8. Jo Chen, qui avait fait la couverture de la version compilée de Better Days, se charge aussi de celle de Float Out, dont l'original a été donnée à l'action caritative Can't stop the Serenity pour être vendue aux enchères. Une couverture alternative a été créée par Frank Stockton. L'histoire est ensuite réimprimée en août 2011 dans le recueil Better Days and Other Stories.
Après la mort de Wash, trois de ses anciens collègues, Trey, Leland et Tagg, rassemblent leurs ressources pour acheter un vaisseau (de classe Firefly mais d'un modèle différent du Serenity, qu'ils veulent baptiser Jetwash en honneur de leur ami disparu. Lors de la cérémonie de lancement, ils sont d'abord incapables de trouver les bons mots pour baptiser le vaisseau, et commencent alors à raconter chacun une histoire qui leur est arrivée en compagnie de Wash. Un thème commun (le fait que Wash prenne toujours soin de ses amis) émerge, et les trois hommes décident d'utiliser ce sentiment pour baptiser le vaisseau. Cependant, ils se rendent compte que leur bouteille de champagne a été prise par Zoe qui fournit à la place une bouteille d’un-ga-pae, une liqueur bon marché que Wash adorait. La dernière page révèle que Zoe est enceinte de la fille de Wash.

### The Shepherd's Tale
En 2007, avant la Browncoat Cruise, une convention à bord d'un navire de croisière, Ron Glass a demandé à Whedon quelques informations pour répondre aux questions inévitables sur le passé du pasteur Derrial Book,. À l'époque, aucun autre comic Serenity n'était prévu, mais Whedon envoyé un courriel à Glass contenant certains faits à révéler sur le passé de Book, ainsi que la permission d'annoncer que le personnage serait le sujet du comic Serenity suivant. Scott Allie, éditeur senior chez Dark Horse, n'a été mis au courant que parce qu'il était en copie du courriel. Le comic, devant à l'origine être une mini-série en trois épisodes intitulée A Shepard's Tale, fut plus tard confirmé par Allie, qui annonça dans le courrier des lecteurs de Serenity: Better Days #1 qu'un comic basé sur le passé de Book était prévu pour fin 2008. Comme il était centré sur un seul personnage, Allie a mentionné en juin 2008 que c'était une occasion pour les comics Serenity « d'aller dans une direction vraiment différente »
Le comic n'a cependant pas été publié à la date annoncée, et aucune nouvelle n'a été donnée avant le 9 mars 2010, quand Dark Horse a annoncé que l'œuvre serait publiée en novembre 2010 sous la forme d'un roman graphique sous le titre The Shepherd's Tale,. Selon Allie, ce délai de trois ans était dû au fait qu'il n'avait pas pu trouver d'auteur approprié pour écrire le scénario à partir des éléments donnés par Joss Whedon, avant que celui-ci amène son frère Zack sur le projet fin 2009.
Le comic commence par montrer l'attaque durant laquelle Book est mortellement blessé durant le film Serenity, puis procède par flashbacks successifs à divers événements de la vie du personnage, remontant successivement aux décisions qui ont amené à l'événement précédemment décrit, jusqu'à son enfance. Après avoir fui sa maison et son père violent et alcoolique, le jeune Henry Evans devient un criminel, puis est recruté dans le mouvement indépendantiste. Alors que les tensions entre les indépendantistes et l'Alliance augmentent, Evans se porte volontaire pour infiltrer l'armée de l'Alliance et l'espionner à l'aide d'un transmetteur vidéo implanté à la place d'un de ses yeux. Après avoir tué un homme nommé Derrial Book et volé son identité, Evans rejoint un organisme d'application de la loi, où son ambition et son dynamisme attirent l'attention des militaires. Quand la guerre éclate, Evans/Book tente d'orchestrer une attaque simultanée sur six planètes pour terminer la guerre « en un jour », qui se termine par un massacre des forces de l'Alliance, incluant la perte du vaisseau IAV Alexander et des 4 000 personnes à bord. Book est démis de ses fonctions et abandonné sur une planète proche après avoir été éjecté dans un module d'évacuation. Plusieurs années après, Book se réveille dans un refuge pour sans-abri après avoir été battu par trois soldats de l'Alliance pour son rôle dans le désastre de l’Alexander et a une révélation spirituelle en mangeant un bol de soupe, ce qui l'amène à rejoindre l'église et commencer la formation de pasteur (Shepherd) Dix ans après, il quitte l'église en tant que missionnaire, et embarque comme passager à bord du Serenity (vaisseau de Firefly), comme vu dans l'épisode Les Nouveaux Passagers de la série télévisée.

### Downtime
Serenity: Downtime est un comic publié le 11 novembre 2010 sur le site web USA Today sous le titre Downtime dans le cadre du programme Dark Horse: High Definition. Il est ensuite réimprimé en août 2011 dans le recueil Better Days and Other Stories.
Décrite par le scénariste Zack Whedon comme une « tranche de vie, l'histoire d'une journée sur le vaisseau », le comic montre l'équipage du Serenity coincé au sol par une tempête de neige sur une planète où ils viennent de réaliser un cambriolage Pendant ce repos forcé, Zoe et Wash profitent ensemble de leur temps libre, pendant qu'Inara et Kaylee rêvent de nourriture et se plaignent à Mal à ce sujet, et que Jayne va consulter Simon au sujet d'une sensation de brûlure après une nuit passée au bordel. L'équipage est complètement inconscient qu'une bande de locaux est à leur poursuite et a retrouvé le vaisseau, à l'exception de River qui règle le problème en les tuant tous. Alors que la tempête s'apaise et que le Serenity décolle, River révèle à Book qu'elle sait qu'il a un secret : qu'il est aussi facile pour lui de tuer des gens que ça l'est pour elle.

### It's Never Easy
Serenity: Firefly Class 03-K64 - It's Never Easy constitue la moitié d'un comic à double couverture publié par Dark Horse Comics le 5 mai 2012 pour le Free Comic Book Day. Il est écrit par Zack Whedon et illustré par Fábio Moon, et l'autre moitié est un comic Star Wars également écrit par Zack Whedon.
L'histoire se passe durant la grossesse de Zoe, et concerne une tentative d'un nommé Frosty d'acheter, puis de voler le Serenity alors qu'il est posé sur un monde et que tout le monde, sauf Mal, est parti au ravitaillement. Après avoir blessé le capitaine par balle, Frosty est mis hors d'état de nuire par River, qui était finalement restée également.

### Leaves on the Wind
Serenity: Firefly Class 03-K64 - Leaves on the Wind est une mini-série en 6 épisodes publiée chez Dark Horse Comics à partir de janvier 2014, se déroulant après les événements du film. Elle est écrite par Zack Whedon et dessinée par Georges Jeanty, qui annonce s'inspirer des artistes Moebius, Geof Darrow et Walt Simonson, ainsi que des films Blade Runner, Outland et Alien.
Le comic montre les conséquences de la révélation des événements s'étant déroulés sur Miranda à la fin du film Serenity : le Serenity et son équipage sont activement recherchés par l'Alliance pour terrorisme, alors qu'un mouvement appelé New Resistance se crée et cherche également à entrer en contact avec Malcolm Reynolds, qu'ils voient comme un héros. Le Serenity, maintenant piloté par River, se cache dans une sorte de décharge spatiale. On apprend qu'Inara et Mal sont maintenant en couple, de même que Kaylee et Simon, et que Jayne ne fait plus partie de l'équipage.
La naissance de la fille de Zoe, Emma, se passe bien pour le bébé mais la mère a une grave hémorragie interne qui ne peut être soignée avec les moyens limités des fugitifs, aussi Malcolm tente le tout pour le tout en faisant hospitaliser Zoe sur un croiseur de l'Alliance. Ils parviennent à l'ausculter avant d'être repérés et parviennent à s'évader en laissant Zoe sur place.

### The Warrior and the Wind
Serenity: Firefly Class 03-K64 - The Warrior and the Wind est une histoire parue en mai 2016. River, qui doit s'occuper de la fille de Zoë et Wash, lui raconte une histoire dans laquelle elle évoque de manière poétique l'histoire de ses parents.

### No Power in the Verse
Serenity: Firefly Class 03-K64 - No Power in the Verse est une mini-série en 6 épisodes publiée chez Dark Horse Comics à partir d'octobre 2016. Écrite par Chris Roberson, l'histoire se situe environ un an et demi après les événements contés dans Leaves on the Wind.

## Albums
| Date de sortie   | Titre                                                   | Rassemble                                                  | Scénariste                                                       | Dessinateur                              | Couverture     | Coloriste                                | ISBN                     |
| ---------------- | ------------------------------------------------------- | ---------------------------------------------------------- | ---------------------------------------------------------------- | ---------------------------------------- | -------------- | ---------------------------------------- | ------------------------ |
| 1er février 2006 | Those Left Behind (TPB)                                 | - Those Left Behind #1-3                                   | Joss Whedon Brett Matthews                                       | Will Conrad                              | Adam Hughes    | Laura Martin                             | (ISBN 978-1-59307-449-4) |
| 14 novembre 2007 | Those Left Behind (HC)                                  | - Those Left Behind #1-3                                   | Joss Whedon Brett Matthews                                       | Will Conrad                              | Adam Hughes    | Laura Martin                             | (ISBN 978-1-59307-846-1) |
| 8 octobre 2008   | Better Days (TPB)                                       | - Better Days #1-3                                         | Joss Whedon Brett Matthews                                       | Will Conrad                              | Jo Chen        | Michelle Madsen                          | (ISBN 978-1-59582-162-1) |
| 3 novembre 2010  | Serenity - Volume 3: The Shepherd's Tale (HC)           | - The Shepherd's Tale                                      | Joss Whedon Zack Whedon                                          | Chris Samnee                             | Steve Morris   | Dave Stewart                             | (ISBN 978-1-59582-561-2) |
| 31 août 2011     | Serenity - Volume 2: Better Days and Other Stories (HC) | - Better Days #1-3 - The Other Half - Downtime - Float Out | Joss Whedon Brett Matthews Jim Krueger Patton Oswalt Zack Whedon | Will Conrad Patric Reynolds Chris Samnee | Jo Chen        | Dave Stewart Michelle Madsen Julius Ohta | (ISBN 978-1-59582-739-5) |
| 15 août 2012     | Serenity - Volume 1: Those Left Behind (HC, 2e édition) | - Those Left Behind #1-3                                   | Joss Whedon Brett Matthews                                       | Will Conrad                              | Adam Hughes    | Laura Martin                             | (ISBN 978-1-59582-914-6) |
| Novembre 2014    | Serenity - Volume 4: Leaves on the Wind (HC)            | - Leaves on the Wind #1-6                                  | Zack Whedon                                                      | Georges Jeanty                           |                | Laura Martin                             | (ISBN 978-1-61655-489-7) |
| August 8, 2017   | Serenity - Volume 5: No Power in the 'Verse (HC)        | - No Power in the 'Verse #1-6 - The Warrior and the Wind   | Chris Roberson                                                   | Georges Jeanty Karl Story Stephen Byrne  | Dan Dos Santos | Wes Dzioba                               | (ISBN 9781506701820)     |

## Réception
Selon Dark Horse Comics, l'édition trade paperback de Those Left Behind s'est vendue à 85 000 exemplaires en octobre 2007, Les chiffres de vente de Baker & Taylor listent cette édition comme le roman graphique non publié par Marvel ou DC Comics entre juin et décembre 2006, et Diamond Comic Distributors liste Those Left Behind comme 49e meilleure vente d'un roman graphique en 2007 par nombre d'unités vendues, bien que son classement pour la vente au détail était seulement de 187e. Those Left Behind a été la troisième meilleure vente de l'année 2007 derrière l'édition hardcover de 300 (5e sur la liste Diamond) et le trade paperback Buffy saison 8 : Un long retour au bercail (30e). Scott Allie affirme que Those Left Behind était bien plus populaire que prévu, et que le numéro 1 de Those Left Behind était la meilleure vente jamais publiée par Dark Horse jusqu'au premier épisode de Buffy saison 8.
La plupart des critiques des deux premières mini-séries de Serenity constatent que bien qu'agréable et enrichissante pour les fans de la série et du film, les comics sont incompréhensibles pour des lecteurs non-initiés, Une critique reproche le manque de contexte et d'intrigue dans Those Left Behind, et commente que le comic a une « aura d'étude de personnages » que les fans vont apprécier. Un autre a affirmé que ceux n'étant pas familiers avec l'univers et les personnages devraient commencer par se procurer la série et le film avant de lire le comic.
Les critiques pour le premier épisode de Better Days étaient similaires, affirmant que si des non-fans « ne savaient pas qui étaient les personnages, [ils] s'en foutraient » mais faisant l'éloge des graphismes et de la narration générale, en affirmant que la mini-série serait intéressante et tiendrait ses promesses pour beaucoup de lecteurs Cependant, les épisodes suivants ont été moins bien reçus : le numéro 2 a été descendu pour ses dialogues pauvres et vu comme mauvais par rapport à la série et au film, et pour le dernier, les critiques étaient très déçus par la série. Le manque de développement des personnages étant l'un des principaux reproches. Une critique de Comics Bulletin a noté qu'essayer de comprimer trop d'action et de trop nombreuses intrigues secondaires en trois épisodes était un autre gros problème de Better Days, sentiment qui a été partagé par les critiques du one shot Float Out.
Dans sa critique de Float Out, Miguel Perez d'IGN a encensé l'écriture et le dessin, mais commenté que le comic n'apportait rien de neuf à la compréhension du personnage de Wash, et que comme l'histoire était racontée principalement par les récits des trois amis, les scènes montrant Wash étaient trop peu nombreuses et éloignées. Il a aussi indiqué que la raison principale de lire Float Out était la révélation à la dernière page. En critiquant le comic pour ComicsAlliance, Chris Murphy fait écho à Perez au sujet de manque de Wash, disant que lire principalement un récit au sujet de « trois étrangers non-développés pendant l'essentiel des vingt-quatre pages du comic est un peu décevant » pour les fans de la série. Il pense aussi que le comic perdait à être un one-shot, et que les trois souvenirs auraient eu plus d'impacts en tant qu'histoires individuelles dans une mini-série, avec plus de place et de détails pour chaque incident et de développement à la fois pour Wash et pour les nouveaux personnages.
La réception de The Shepherd's Tale a été mitigée. Sean Kleefield a acclamé la narration, à la fois pour son contenu et pour sa structure, mais a renouvelé les commentaires précédents sur le fait que les comics Serenity étaient durs à comprendre sans connaître la série télévisée. Cependant, il indique que c'est peut-être une décision calculée pour toucher l'audience la plus probable pour le comic. David Spira, de The Greek Whisperer, fait écho aux louanges de Kleesfield sur l'histoire et en fait également au sujet des illustrations, mais pense que la publication sous la forme d'une coûteuse BD cartonnée n'était pas justifiée par le contenu, et pense que l'histoire de Book était « complètement vide sens si vous n'êtes pas un Browncoat » Le critique de Daemon's Books a trouvé l'écriture sous forme de flashbacks successifs déroutante, et s'est plaint que l'Attitude de l'Alliance dans l'épisode Sains et Saufs n'avait maintenant plus de sens. Jessa Phillips, critique pour Goodtobeageek.com, a trouvé que la structure en flashbacks était trop utilisée, et a approuvé le commentaire de Spira sur le prix, mais a fait l'éloge du dessin de Chris Samnee.
Malgré la demande des fans, Joss Whedon a affirmé dès 2007 qu'il était peu probable que Serenity devienne une publication régulière, car selon lui le rythme et la structure du scénario qu'il a créé pour Firefly ne marcherait pas pour une série régulière, et que contrairement à la série de comics mensuelle Buffy saison 8, Serenity n'a pas la richesse d'une toile de fond de sept saisons à la télévision d'où tirer sa matière Cependant, à la même époque l'éditeur senior de Dark Horse Scott Allie a affirmé vouloir produire des mini-séries de manière plus régulières, en réduisant les trois ans d'attente qui ont séparé Those Left Behind et Better Days.